# Rhipidoglossum cuneatum
Rhipidoglossum cuneatum är en orkidéart som först beskrevs av Victor Samuel Summerhayes, och fick sitt nu gällande namn av Leslie Andrew Garay. Rhipidoglossum cuneatum ingår i släktet Rhipidoglossum och familjen orkidéer. Inga underarter finns listade i Catalogue of Life.